# 阿尔泰国立师范大学
53°20′30″N 83°45′41″E / 53.3417°N 83.7613°E
阿尔泰国立师范大学位于巴尔瑙尔，它是俄罗斯阿尔泰边疆区的一个学院。
巴尔瑙尔教师学院创建于1933年。1941年起为师范学院，从1993年改制为大学。从2008年巴尔瑙尔国立师范大学是阿尔泰国立师范学院，从2014是阿尔泰国立师范大学。

## 外部連結
- 阿尔泰国立师范大学 （页面存档备份，存于）（俄文）